# Four the C
『Four the C』は、浦島坂田船の2枚目のスタジオ・アルバム。2017年7月5日にNBCユニバーサル・エンターテイメントジャパンよりリリースされた。

## 概要
前作から1年2ヶ月ぶりの発売。

### 仕様
「初回限定盤A」「初回限定盤B」「通常盤」の3形態で発売。初回限定盤AにはDVD、初回限定盤Bにはボイスドラマを収録した特典CDが封入される。
初回生産分の封入特典は「浦島坂田船 SUMMER TOUR 2017 〜THE FINAL〜」CD購入者限定チケット最優先受付応募券。

## チャート成績
2017年7月17日付のオリコン週間ランキングでは初動2万9千枚を売り上げ、週間4位にランクインした。

## 収録曲
1. Sailor's High [4:27]
（作詞・作曲・編曲：ハヤシケイ[3]）
2. 神のまにまに [4:14]
（作詞・作曲：れるりり／編曲：中山聡）
3. 金曜日のおはよう [4:00]
（作詞：shito・Gom／作曲：shito／編曲：黒須克彦）
4. ゴーストルール [3:29]
（作詞・作曲：DECO*27／編曲：DECO*27・Naoki Itai）
5. Reach / うらたぬき [3:13]
（作詞・作曲・編曲：ヒロイズム）
6. recoup / 志麻 [4:34]
（作詞・作曲：koyori／編曲：黒須克彦）
7. NO DRIVE,NO LIFE / となりの坂田。 [3:14]
（作詞：hotaru／作曲：Tom-H@ck／編曲：KanadeYUK）
8. slumber number / センラ [3:32]
（作詞・作曲：藤林聖子／編曲：toku）
9. プリンセスに口づけを / うらたぬき&となりの坂田。 [3:54]
（作詞：HoneyWorks／作曲・編曲：黒須克彦）
10. ＃嘲笑ポラロイド / 志麻&センラ [3:20]
（作詞：りゅうせー／作曲・編曲：佐々木裕）
11. SHOW MUST GO ON!! / Fourpe [4:6]
（作詞：六ツ見純代／作曲：halyosy／編曲：中山聡）
1stシングル。MXTVアニメ「スタミュ 高校星歌劇（第2期）」オープニングテーマ
12. サマータイムレコード [4:13]
（作詞・作曲：じん／編曲：たいちょう）
13. Carry Forward [4:17]
（作詞・作曲・編曲：halyosy）

初回限定盤A特典DVD
- 浦島坂田船 No.1の運動王は俺だ!! 決定戦

初回限定盤B特典CD
1. ボイスドラマ「続・男子校生の非日常」#1 [11:23]
2. ボイスドラマ「続・男子校生の非日常」#2 [9:55]
3. ボイスドラマ「続・男子校生の非日常」#3 [9:34]
4. ボイスドラマ「続・男子校生の非日常」#4 [10:34]

キャスト
- うらた :うらたぬき
- 志麻:志麻
- 坂田:となりの坂田。
- センラ :センラ
- 塔谷:松岡禎丞(スペシャルゲスト)[4]